# Husmoderen
Husmoderen („Die Hausfrau“) war eine um 1900 in Kristiania (Oslo) erscheinende Frauenzeitschrift. Sie wurde 1887 von den Gutsbesitzern Knut Knutsen Heje und Georg Wankel als Beilage zu der von ihnen herausgegebenen landwirtschaftlichen Monatsschrift Norsk Landmandsblad gegründet. Erst seit dem Verkauf 1894 wurde die Redaktion von Husmoderen offiziell von einer Frau geleitet; 18 Jahre lang war dies Marie Jørstad. Ab 1914 wurde die Zeitschrift als Wochenblatt unter der Redaktion von Margrethe Holmsen geb. Ording herausgegeben.
Nach 32 Jahrgängen erschien am 14. Dezember 1918 die letzte eigenständige Ausgabe. Husmoderen wurde mit Hjemmenes Vel zusammengelegt, der Mitgliederzeitschrift der 1915 gegründeten Frauenorganisation Hjemmenes Vels Landsforbund (ab 1933 Norges Husmorforbund, seit 1997 Norges Kvinne- og Familieforbund).

## Erscheinungsweise
| Von           | Bis           | Erscheinen     | Untertitel                            | Abbildung   |
| ------------- | ------------- | -------------- | ------------------------------------- | ----------- |
| Juli 1887     | November 1887 | monatlich      | Tillægsblad til «Norsk Landmandsblad» | 1887 Nr. 1  |
| Dezember 1887 | 1888          | monatlich      | Et månedsskrift for hus og hjem       | 1887 Nr. 6  |
| 1889          | 1896          | 2 mal im Monat | Tidsskrift for hus og hjem            | 1889 Nr. 1  |
| 1897          | 1901          | 3 mal im Monat | Tidsskrift for hus og hjem            | 1889 Nr. 1  |
| 1902          | 1913          | 3 mal im Monat | Hjemmenes blad                        | 1914 Nr. 9  |
| 1914          | 1918          | wöchentlich    | Hjemmenes blad                        | 1918 Nr. 50 |

## Geschichte

### Knut Knutsen Heje
Knut Knutsen Heje (1852–1942) war ein erfolgreicher Gutsbesitzer und Besitzer einer der ersten Margarinefabriken Norwegens, aber auch schriftstellerisch tätig. Er veröffentlichte eine Reihe von Büchern über Landwirtschaft, vor allem über das Molkereiwesen. Sein Hejes lommealmanakk for landmænd (Hejes Taschenalmanach für Landwirte) erschien seit 1883 in hohen Auflagen und noch nach seinem Tod unter seinem Namen.
K. K. Heje war – zusammen mit Georg Reinhold Wankel (1843–1907), Gutsbesitzer in Kambo bei Moss – Herausgeber des 1881 gegründeten Norsk Landmandsblad (laut Untertitel eine „Schrift für praktische Landwirtschaft und Molkereiwesen“). Ab Juli 1887 erschien die bisherige Rubrik For Husmoderen des Landmandsbladet als separate Beilage Husmoderen. Nach einigen Monaten wurde aus der Beilage ein selbständiges Blatt, das aber noch drei Jahre lang auf der Titelseite als „Tillæg til Norsk Landmandsblad“ (Zusatz zum N.L.) ausgewiesen wurde.

### Bertha Heje

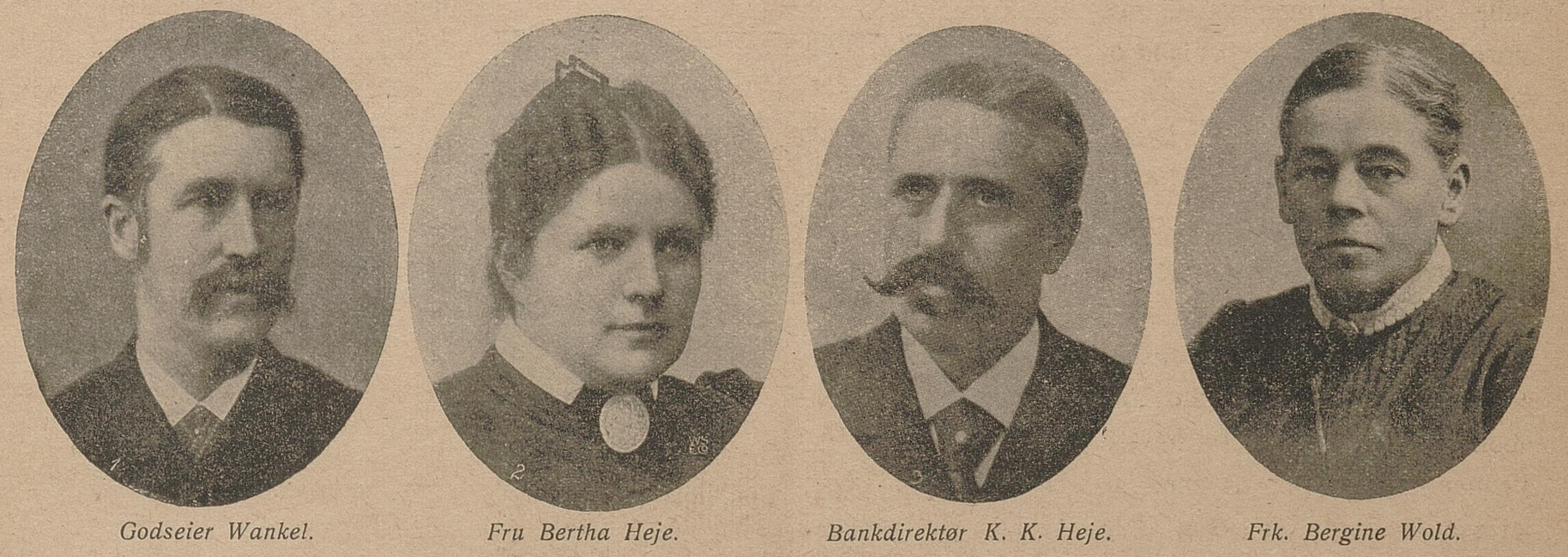
Die Herausgeber von Husmoderen: Georg Wankel, Bertha Heje, K.K. Heje und Bergine Wold

Heje und Wankel – letzterer nur bis Ende 1888 – waren auch die offiziellen Herausgeber und Redakteure des Beiblattes, das „in Zusammenarbeit mit mehreren erfahrenen Hausfrauen“ gestaltet wurde. Die wirkliche Redakteurin aber war Hejes Ehefrau Bertha (1861–1933): „Interessiert und warmherzig wie Bertha Heje war, erkannte sie schon früh, wie sehr Hausfrauen in aller Welt das Bedürfnis hatten, sich mit den Gedanken und Anpassungen der Zeit auf dem Gebiet des Wohnens und der Haushaltsführung vertraut zu machen. Sie übernahm daher die angebotenen redaktionellen Aufgaben, die sie mit Geschick und Erfolg bis 1894 ausübte, als die Zeitschrift von neuen Eigentümern übernommen wurde.“
Bertha Heje, die ihre Schulbildung im Heimunterricht erhalten hatte, führte ein gastfreundliches Haus am Drammensveien 89 in der Nähe von Skarpsno, das für Freunde der Landwirtschaft und deren Organisationen immer offen war. „Die Zeitschrift wurde im Wohnzimmer von Frau Heje herausgegeben und im Gebäude der Molkerei am Møllergaten 2 verkauft.“ Husmoderen erschien monatlich und kostete im Abonnement 1,10 Kronen pro Jahr einschließlich Porto. Ab 1889 kamen monatlich zwei Hefte mit dem Untertitel Tidsskrift for hus og hjem (Zeitschrift für Haus und Heim) heraus. Der Preis von 1,10 Kronen galt nun für ein Halbjahr.

### Marie Jørstad
K. K. Heje verkaufte 1894 Husmoderen an Nils Næss und Hoydahl-Ohme, und Lina Lund übernahm für ein Jahr die Chefredaktion. Danach wurde die Zeitschrift 18 Jahre lang (1896–1913) von Marie Jørstad geleitet. Sie war über 60 Jahre alt, als sie in die Redaktion eintrat und blieb bis drei Tage vor ihrem 80. Geburtstag.
Marie Jørstad (1833–1923) war unverheiratet geblieben und hatte fünfzig Jahre im Haus ihres Vaters gelebt. Erst nach dessen Tod wurde sie journalistisch und literarisch tätig. Sie übersetzte aus dem Englischen und verfasste Kinderbücher nach Vorlagen anderer Autoren. Ihre Bücher sollten den Kindern den Tierschutz näherbringen, und auch ein von ihr eingerichteter Schulgarten diente pädagogischen Zwecken: „Durch gut organisierte und beaufsichtigte Arbeit sollten die Jungen im Schulgarten lernen, sich nützlich zu machen, anstatt in ihrer Freizeit auf der Straße herumzustreifen.“
Als Chefredakteurin „arbeitete sie sehr bewusst daran, die große Bedeutung der Hausfrauen und des Heims zu betonen.“ „Sie hat im Heim die Grundlage aller guten Sozialarbeit gesehen und damit dem Heim die weiteste Bedeutung in der ganzen Menschheitsgeschichte gegeben.“ Ihre Weggefährtinnen betonten auch ihre liberale Gesinnung: „Sie hat alles und jeden mit großer Sorgfalt behandelt. Sie hat den Weg für junge Ideen geebnet und die alten mit großer Ehrfurcht geschützt. Ihre eigene kleine, feine Feder hat uns gelegentlich ein ernsthaftes Wort gegeben, wenn sie es am dringendsten für nötig hielt, dass wir ihre Meinung hören.“
Eine enge Mitarbeiterin von Marie Jørstad war Kristine Frost, die Korrekturen las, Artikel verfasste und seit 1907 als ihre persönliche Assistentin den größten Teil der täglichen Arbeit übernahm.

### Autorinnen

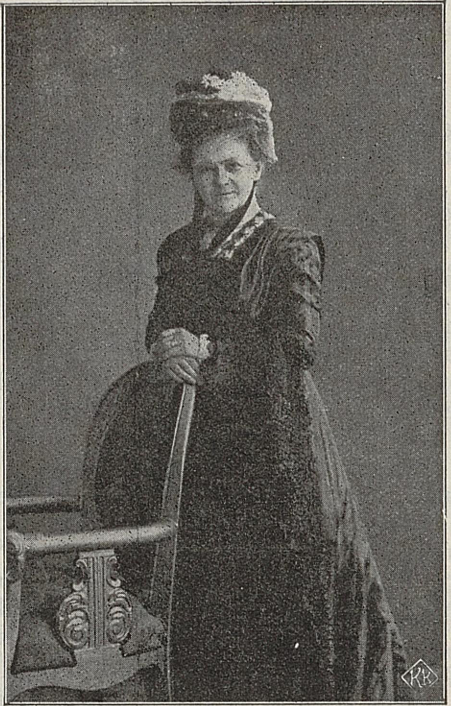
Marie Jørstad (1833–1923), Journalistin, Autorin und Gründerin eines Schulgartens, war 18 Jahre Redakteurin von Husmoderen

Während die Ausgaben unter Herrn Heje „in Zusammenarbeit mit mehreren erfahrenen Hausfrauen“ erstellt wurden, wurden in den ersten Jahren unter Frau Jørstad die Damen auf der Titelseite namentlich genannt: Dorothea Christensen (Sandefjord), Asta Lie-Isaachsen (Horten), Henriette Wulfsberg (Drammen), Grethe Haslund, Bertha Heje, Henriette Schønberg Erken, später auch Maria Landmark (alle Kristiania). Andere Mitarbeiterinnen waren u. a. Mina Wetlesen (Abildsø), Frau Blom (Vardal, Autorin eines Kochbuchs) und Martha Fleischer.
Ein fester Bestandteil der Zeitschrift war die Rubrik For kjøkkenet (Für die Küche) mit Rezepten und praktischen Ratschlägen, betreut von Grethe Haslund und später von Henriette Schønberg Erken. Seit 1900 war die Rubrik ein herausnehmbarer Anhang, der auch separat gebunden und „in einer Auflage von vielen Tausend Stück gedruckt“ wurde. Ebenso als Anhang waren Husmoderens haandbøger (Die Handbücher der Hausfrau) eingerichtet, in denen Professor Torup „theoretische Themen“ behandelte, „die jeder guten Hausfrau bekannt sein sollten.“

### Anzeigen
Seit 1897 erschien Husmoderen drei Mal im Monat, und 1902 wechselte der Untertitel von Tidsskrift for hus og hjem nach Hjemmenes blad (Zeitung fürs Heim). „Die Anzeigenlage – die Lebensgrundlage aller Zeitschriften – war gut (einer der Eigentümer war auch ein exzellenter Anzeigenleiter), und die Redaktion wurde mit Beiträgen überhäuft. Der andere Eigentümer, Herr Næss, hatte gute literarische Beziehungen. Aber er war besonders daran interessiert, das Interesse der Landbevölkerung an der Zeitschrift aufrechtzuerhalten.“
Anzeigen und Text wurden in Husmoderen auf getrennten Seiten gedruckt, um beim Binden der Jahresbände die Anzeigen einfach weglassen zu können. Um 1900 waren die Jahresbände etwa 450 Seiten stark, mit durchlaufender Seitenzählung. Viele Exemplare wurden auf schönem Pergamentpapier gedruckt.
Die Schwestern Bergine und Josephine Wold, die schon mehrere Jahre Mitarbeiterinnen von Husmoderen gewesen waren, erwarben 1901 die Zeitschrift und mit ihrer 12-jährigen Tätigkeit die Wertschätzung der Redakteurinnen: „Und wenn es ihnen möglich war, uns ab und zu ein paar Seiten mehr zu geben, wenn ein wichtiges Thema zur Diskussion gestellt wurde, haben sie gerne das Opfer gebracht, das dies erforderte.“

### Wochenblatt

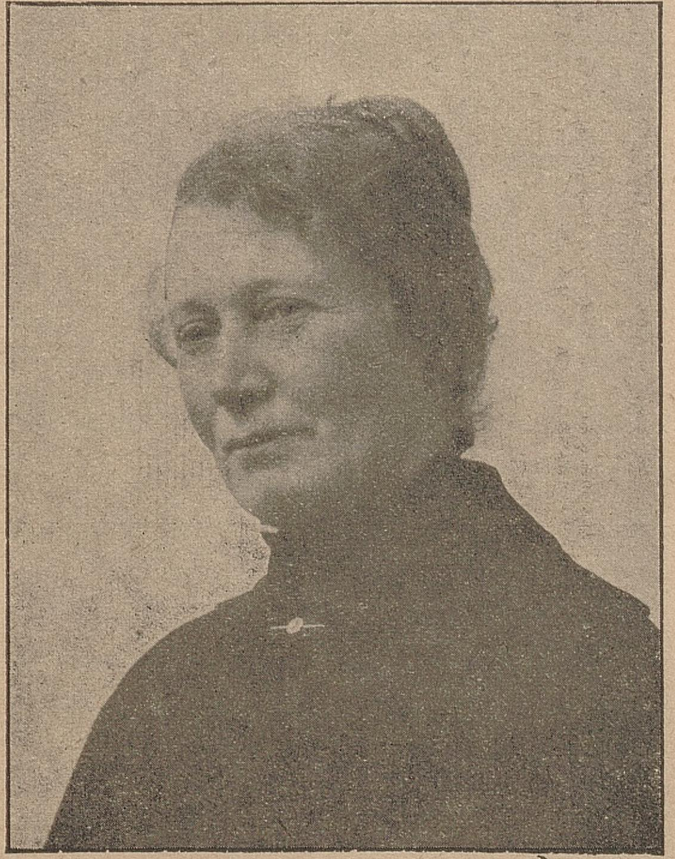
Margrethe Holmsen, geborene Ording (* 1861), letzte Redakteurin von Husmoderen

Mit dem 1. September 1913 schieden Marie Jørstad, Kristine Frost und die Schwestern Wold aus und „machten jüngeren Kräften Platz“. Eigentümer wurde „eine aus Männern bestehende Partnerschaft“ in Form einer Aktiengesellschaft. Margrethe Holmsen geb. Ording, „die Witwe des bekannten und beliebten Pfarrers Paul Holmsen aus Rendalen“ und Schwiegermutter von David Monrad Johansen, übernahm die Chefredaktion.
Ab dem Folgejahr 1914 erschien Husmoderen wöchentlich. Inzwischen hatte sich der Stil der Zeitschrift jenem der Konkurrenzblätter angenähert, wie der kulturellen und teilweise politischen Frauenzeitschrift Urd oder der „Unterhaltungszeitschrift für Stadt und Land“
Folkebladet. Es gab neben vielen Berichten über Frauenorganisationen und -veranstaltungen auch solche über Kunst und Literatur, neue elektrische Geräte für Haus und Hof, Biografien, Reiseberichte, eine Seite For Barna (Für Kinder), und den (für Zeitschriften obligatorischen) Fortsetzungsroman (1914: Victor Hugos Glöckner).

### Hjemmenes vel
Mit der letzten Ausgabe des Jahres 1918 wurde Husmoderen als eigenständige Publikation eingestellt. Die Eigentümer verkauften die Zeitschrift an die 1915 gegründete Frauenorganisation Hjemmenes Vels Landsforbund (ab 1933 Norges Husmorforbund, seit 1997 Norges Kvinne- og Familieforbund). 1917 hatte die Organisation die Wochenschrift Hjemmenes Vel als Mitgliederzeitschrift gegründet. „Man war jedoch der Meinung, dass es weniger attraktiv sei, mit der alten, angesehenen und landesweit anerkannten Zeitschrift Husmoderen zu konkurrieren, da sich diese Zeitschriften an dasselbe Publikum richten – an Haushalte mit ihren speziellen Interessen. Die Gelegenheit, die beiden Zeitschriften zusammenzulegen, bot sich an. […] Ab dem ersten Januar 1919 erscheint die neue fusionierte Zeitschrift – mit den beiden bisherigen Namen auf der Titelseite.“
Die Vorsitzende des Hjemmenes Vels Landsforbund, Marie Michelet, übernahm selbst die Redaktion von Hjemmenes Vel und versprach in der Nr. 1 des zweiten Jahrganges (zugleich der 33. Jahrgang von Husmoderen) den Leserinnen der alten Zeitschrift volle Kontinuität: „Ein neues Magazin, aber mit alten Idealen. Ein altes Magazin, aber mit neuen Idealen.“
Auf der Titelseite von Hjemmenes Vel erschien, abseits der prächtigen Jugendstilvignette, in winziger Schrift Husmoderens 33. Jahrgang.

## Redakteure, Herausgeber, Drucker
| Von            | Bis         | Redakteure                            | Quelle                                | Herausgeber                           | Quelle                        |
| -------------- | ----------- | ------------------------------------- | ------------------------------------- | ------------------------------------- | ----------------------------- |
| 1887           | 1888        | K. K. Heje, Georg Wankel, Bertha Heje | K. K. Heje, Georg Wankel, Bertha Heje | K. K. Heje, Georg Wankel, Bertha Heje | [ 1 ] [ 2 ] [ 4 ] [ 3 ] [ 5 ] |
| 1889           | 1893        | K. K. Heje, Bertha Heje               | K. K. Heje, Bertha Heje               | K. K. Heje, Bertha Heje               | [ 1 ] [ 2 ] [ 6 ] [ 3 ] [ 5 ] |
| 1894           |             | Ein Kollektiv ungenannter Hausfrauen  | [ 12 ]                                | K. K. Heje, Bertha Heje               | [ 2 ] [ 6 ] [ 3 ] [ 5 ]       |
| 1895           |             | Lina Lund                             | [ 1 ] [ 3 ]                           | Nils Næss, Hoydahl-Ohme               | [ 3 ]                         |
| 1896           | 1900        | Marie Jørstad                         | [ 7 ] [ 1 ] [ 8 ] [ 3 ] [ 11 ]        | Nils Næss, Hoydahl-Ohme               | [ 3 ]                         |
| 1901           | August 1913 | Marie Jørstad                         | [ 7 ] [ 1 ] [ 8 ] [ 3 ] [ 11 ]        | Bergine und Josephine Wold            | [ 8 ] [ 3 ]                   |
| September 1913 | 1918        | Margrethe Holmsen geb. Ording         | [ 1 ] [ 6 ]                           | Aktiengesellschaft                    | [ 9 ] [ 6 ]                   |

Bertha Heje wurde nie offiziell als Redakteurin bzw. Herausgeberin angegeben, dass sie diese Tätigkeit (neben oder statt ihrem Ehemann) ausübte, ist durch die Quellen eindeutig belegt.
Gedruckt wurde Husmoderen zunächst in der Centraltrykkeriet, dann bei Dagbladet und 1901–1913 von Oscar Anderson. Ab 1913 stand Eksprestrykkeriet Møllergaten 43 als Druckerei im Impressum.

## Ausgaben

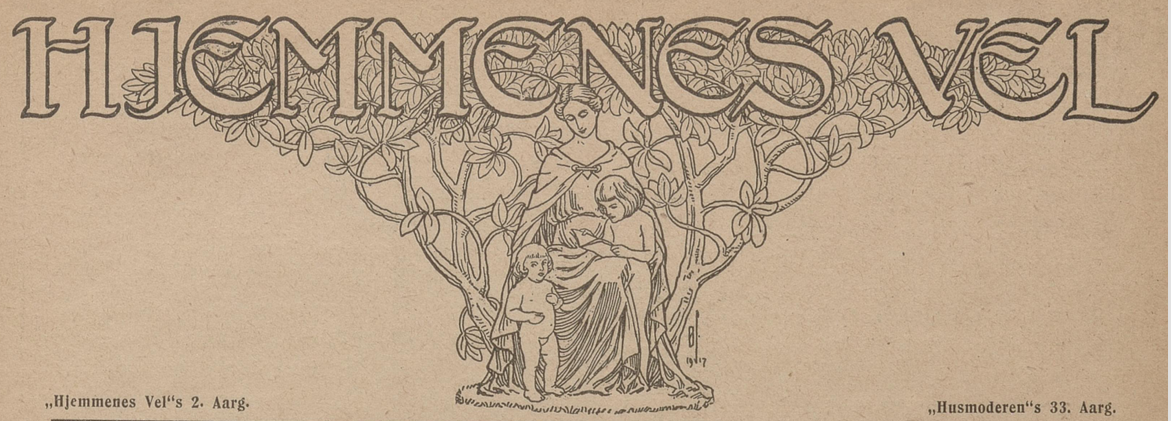
Logo der norwegischen Frauenzeitschrift Hjemmenes vel. Rechts unten, winzig: Husmoderens 33. Jahrgang

- Suche nach Zeitschrift Husmoderen. in Nasjonalbiblioteket Stand 27. Januar 2025 sind 363 Treffer frei zugänglich.